# Солер-Роиг, Алекс
Алекс Солер-Роиг (исп. Alex Soler-Roig, 29 октября 1931 года, Барселона) — испанский автогонщик, участник чемпионата мира по автогонкам в классе Формула-1.

## Биография
Дебютировал в автогонках в 1960 году, выиграв первое же соревнование по подъёму на холм, в котором участвовал. До 1967 года стартовал в национальных чемпионатах, в 1968 году перешёл в европейский чемпионат Формулы-2 и дебютировал в гонках спортивных автомобилей, выиграв в первом же сезоне «6 часов Харамы» и финишировав четвёртым в гонке «12 часов Себринга». В 1970 году трижды не прошёл квалификацию гонок чемпионата на устаревшем «Lotus 49C», завоевал второе место в гонке «1000 километров Буэнос-Айреса» и выиграл испанский чемпионат по автогонкам спортивных автомобилей. В 1971-72 годах совмещал старты в чемпионате мира «Формулы-1» с выступлениями в европейском чемпионате легковых автомобилей, в первом ни разу не добрался до финиша в шести стартах, а во втором за два года одержал четыре победы. Также финишировал 11-м в «24 часах Ле-Мана» 1972 года. По окончании сезона 1972 года завершил гоночную карьеру.

## Результаты гонок в Формуле-1
| Легенда к таблице |                                                                    |
| --- | ------------------------------------------------------------------ |
| В таблице перечислены результаты всех Гран-при Формулы-1, в которых принимал участие гонщик. Строками таблицы являются сезоны, столбцами — этапы чемпионата мира. В каждой клетке указаны сокращённое название этапа и результат, дополнительно обозначенный цветом. Расшифровка обозначений и цветов представлена в нижеследующей таблице. |                                                                    |
| \| Пример \| Описание \| \| ------------ \| ------------------------------------------------------------------ \| \| 1 \| Победитель \| \| 2 \| Второе место \| \| 3 \| Третье место \| \| 5 \| Финишировал, заработав очки \| \| Сход \| Не финишировал, но при этом заработал очки \| \| 12 \| Финишировал, не получив очков \| \| НКЛ \| Финишировал, но не попал в финальную классификацию \| \| 15 \| Участвовал вне зачёта, либо по отдельной классификации \| \| 18 \| Не финишировал, но попал в финальную классификацию \| \| Сход \| Не финишировал \| \| НКВ \| Не прошёл квалификацию \| \| НПКВ \| Не прошёл предквалификацию \| \| ДСК \| Дисквалифицирован \| \| ИСК \| Исключён из протокола соревнований \| \| ТТ \| Заявлен для участия только в тренировках \| \| НС \| Участвовал в квалификации, но не стартовал в гонке \| \| Т \| Травмирован или болен \| \| ОТК \| Отказ от участия \| \| НТР \| Прибыл на соревнования, но на трассу не выезжал \| \| НПР \| Был заявлен в числе участников, но не прибыл к началу соревнований \| \| О \| Соревнования отменены \| \| \| Не участвовал \| \| Поул-позиция \| \| \| Быстрый круг \| \| |                                                                    |
| Пример | Описание                                                           |
| 1 | Победитель                                                         |
| 2 | Второе место                                                       |
| 3 | Третье место                                                       |
| 5 | Финишировал, заработав очки                                        |
| Сход | Не финишировал, но при этом заработал очки                         |
| 12 | Финишировал, не получив очков                                      |
| НКЛ | Финишировал, но не попал в финальную классификацию                 |
| 15 | Участвовал вне зачёта, либо по отдельной классификации             |
| 18 | Не финишировал, но попал в финальную классификацию                 |
| Сход | Не финишировал                                                     |
| НКВ | Не прошёл квалификацию                                             |
| НПКВ | Не прошёл предквалификацию                                         |
| ДСК | Дисквалифицирован                                                  |
| ИСК | Исключён из протокола соревнований                                 |
| ТТ | Заявлен для участия только в тренировках                           |
| НС | Участвовал в квалификации, но не стартовал в гонке                 |
| Т | Травмирован или болен                                              |
| ОТК | Отказ от участия                                                   |
| НТР | Прибыл на соревнования, но на трассу не выезжал                    |
| НПР | Был заявлен в числе участников, но не прибыл к началу соревнований |
| О | Соревнования отменены                                              |
| | Не участвовал                                                      |
| Поул-позиция |                                                                    |
| Быстрый круг |                                                                    |

| Год  | Команда           | Шасси     | Двигатель | 1        | 2        | 3        | 4        | 5        | 6       | 7   | 8   | 9   | 10  | 11  | 12  | 13  | Место | Очки |
| ---- | ----------------- | --------- | --------- | -------- | -------- | -------- | -------- | -------- | ------- | --- | --- | --- | --- | --- | --- | --- | ----- | ---- |
| 1970 | Lotus             | Lotus 49C | Косворт   | ЮАР      | ИСП НКВ  |          |          |          |         |     |     |     |     |     |     |     | -     | 0    |
| 1970 | World Wide Racing | Lotus 72C | Косворт   |          |          | МОН      | БЕЛ НКВ  | НИД      |         |     |     |     |     |     |     |     | -     | 0    |
| 1970 | World Wide Racing | Lotus 49C | Косворт   |          |          |          |          |          | ФРА НКВ | ВЕЛ | ГЕР | АВТ | ИТА | КАН | США | МЕК | -     | 0    |
| 1971 | Марч              | March 711 | Косворт   | ЮАР Сход | ИСП Сход | МОН НКВ  | НИД Сход | ФРА Сход | ВЕЛ     | ГЕР | АВТ | ИТА | КАН | США |     |     | -     | 0    |
| 1972 | BRM               | BRM P160B | BRM       | АРГ Сход | ЮАР      | ИСП Сход | МОН      | БЕЛ      | ФРА     | ВЕЛ | ГЕР | АВТ | ИТА | КАН | США |     | -     | 0    |